# Убийство в клубе Чиппендейлс
Убийство в клубе Чиппендейлс (англ. The Chippendales Murder) — американский телевизионный фильм 2000 года в жанре «драма» и «криминал».

## Сюжет
Стив Банджерлп, эмигрант из Индии, покупает захудалый ночной клуб ни окраине Лос-Анджелеса и превращает его в развлекательный центр с беспринципным шоу — мужским стриптизом. Клуб завоевывает невероятную популярность, танцоры становятся настоящими звездами, и «Чиппендейле» уже не в состоянии вместить поклонниц, приезжающих со всей страны.
Потрясающая зрелищность и безупречная хореография — вот основные составляющие успеха шоу. Вскоре Стив открывает клубы во всех крупных городах Америки, избавляясь от подражателей и конкурентов самыми различными способами, чаще всего противозаконными.

## Актёры
| Актёр                | Роль                  |
| -------------------- | --------------------- |
| Навин Эндрюс         | Стив Банджерлп        |
| Пол Хипп             | Николас «Ник» Де Нойя |
| Алекс ДеБоэ          | Шон Бойд              |
| Дэн Хортон           | Дэйв                  |
| Виктор Уэбстер       | Марко Кароло          |
| Тони Кертис Блонделл | Скотти                |
| Кристофер Бонди      | Стэн                  |
| Каэла Добкин         | Кэрол О'Хара          |
| Джеймс Э. Мориарти   | Карл Рамон            |
| Натали Редфорд       | Ирен                  |
| Роман Подхора        | сержант Сэмпсон       |

## Прокат
Фильм вышел в прокат 7 ноября 2000 года, потом выходил на Первом канале в 2010 и 2011 годах.